# Thác Dray H'Jie
Thác Dray H'Jie hay còn viết là Thác Drai H'Jie là thác ở vùng đất buôn Ea Khít xã Ea Bhôk huyện Cư Kuin tỉnh Đắk Lắk, Việt Nam .
Thác cách trung tâm Buôn Ma Thuột khoảng 25 km về hướng đông nam, và cách thị trấn Dray Bhăng 12°33′39″B 108°09′52″Đ / 12,560836°B 108,16437°Đ huyện lỵ Cư Kuin cỡ 3,5 km.
Thác nằm khuất sâu sau những dãy núi xa mờ giữa núi rừng Tây Nguyên hoang sơ đầy nắng và gió. Thác còn được gọi là Suối Tiên, do thác bắt nguồn từ một “suối nước đùn”. Thác hình thành do sự hợp lưu của 3 dòng suối gồm Kŏ Kô, Kŏ Mơ Mai, Kŏ Khit . Do nằm giữa thung lũng của hai quả đồi nên thác Drai H’Jie có địa hình tương đối dốc, chia làm 3 bậc cùng một số nhánh nhỏ.
Ngày 17/04/2012 UBND tỉnh Đắk Lắk đã ra quyết định công nhận thác Dray H'Jie là ''Di tích danh lam thắng cảnh'' cấp tỉnh.

## Vị trí địa lý
Thác Dray H'Jie nằm cách trung tâm thành phố Buôn Ma Thuột khoảng 25 km về phía hướng đông nam, thuộc km 17, đường quốc lộ 27, vùng đất buôn Ea Khít, xã Ea Bhôk huyện Cư Kuin tỉnh Đắk Lắk.
Thác ở gần đèo Giang Sơn 12°31′24″B 108°10′58″Đ / 12,523444°B 108,182732°Đ trên quốc lộ 27, cách chừng 3 km đường chim bay.

## Tổng quan
Bắt nguồn từ ''suối nước đùn" của một buôn nhỏ thuộc xã Ea Bhôk, huyện Cư Kuin. Thác hình thành do sự hợp lưu của 3 dòng suối gồm Ko Kô, Ko Mơ Mai và Ko Khít. Do nằm giữa thung lũng của 2 quả đồi nên thác Dray H'Jie có địa hình tương đối dốc. Chia làm 3 bậc cùng nhiều nhánh nhỏ. Bao quanh là những tàng cây cổ thụ cao vút ôm trọn lấy ngọn thác như vòng tay của nàng H'Jie dang ra hứng lấy những giọt nước mắt muộn màng. Dưới chân thác đổ là những phiến đá to nối tiếp nhau như những bước chân không ngừng của dân làng Ea Kmar trong cuộc tìm kiếm dấu tích của nàng H'Jie xinh đẹp.

## Truyền thuyết
Dray H'Jie là tên gọi theo tiếng của người Ê Đê ở Đắk Lắk. Dray có nghĩa là thác, H'Jie là tên gọi của một người con gái. Như vậy, Dray H'Jie theo tiếng của người Ê Đê có nghĩa là thác nước của nàng H'Jie - người con gái đã hóa thân cùng dòng chảy của nước tạo nên một dòng thác tuyệt đẹp cùng truyền thuyết thấm đẫm nước mắt về nó vẫn còn lưu truyền đến tận ngày nay.
Qua lời kể của già làng ở Ea Kmar thì câu chuyện buồn về thác nước này bắt nguồn từ mối tình đơn phương của một người con gái tên là H'Jie, là con gái một tù trưởng hùng mạnh với một chàng trai nghèo mồ côi cha mẹ tên là Y Rít. Nhưng vì địa vị xã hội khác nhau và sự thẹn thùng của bản thân mà cả hai đã không thể nói cho nhau biết được tình cảm của mình. Chỉ đến khi chàng trai đến với người bạn thân nhất của mình. Nàng H'Jie lúc này mới nhận ra tình yêu sâu sắc mà nàng dành cho Y Rít nhưng đã quá muộn. Ngày chàng Y Rít và người bạn thân nhất của mình tổ chức đám cưới. Nàng đã đến chúc mừng nhưng sau đó vội chạy đến dòng suối nơi ghi dấu những kỷ niệm tuổi thơ của hai người mà khóc. Nàng khóc thương cho tình yêu đơn phương của mình, nước mắt cứ rơi mãi, tích tụ trên dòng suối tạo thành dòng thác đổ. Tiếng chảy của thác mang theo tiếng khóc của nàng hòa vào nhau làm một, nàng khóc mãi cho đến khi thân xác của mình hóa thành một cây đại thụ bám vào vách đá chênh vênh và đơn độc như mối tình của đơn phương của nàng. Sau khi nàng H'Jie mất, người bạn gái thân thiết biết được sự thật đã vô cùng hối hận cũng chạy đến bên dòng suối than khóc và rồi cũng hóa thân thành một cây cổ thụ mọc thẳng hàng với hóa thân của nàng H'Jie tại nơi thác đổ. Còn chàng Y Rít sau khi biết được sự thật cũng tìm đến bên dòng suối nơi người yêu và vợ chết, chàng vô cùng đau khổ rồi cũng hóa thân thành cây cổ thụ mọc giữa hai người.
Đây là một trong những truyền thuyết mang đầy tính nhân văn sâu sắc về tình yêu của người Ê Đê ở Tây Nguyên. Cứ thế câu chuyện được truyền miệng từ thế hệ này sang thế hệ khác, nhờ vậy mà dòng thác vẫn giữ được vẻ nguyên sinh cho đến ngày nay.

## Tên gọi khác
Thác Dray H'Jie còn được biết đến với tên gọi khác là Suối Tiên. Lý giải về tên gọi đầy hoa mỹ này của thác, nhiều người dân ở đây cho hay tên gọi này không bắt nguồn từ một truyền thuyết hay sự tích nào cả. Sở dĩ nó được gọi như vậy là vì từ cách đây rất lâu rồi, khi những du khách nói tiếng Kinh có đam mê khám phá thiên nhiên tìm đến đây, họ đã bị mê hoặc trước vẻ đẹp tuyệt diệu mà thiên nhiên ban tặng cho nơi này. Tuy nhiên, thời điểm đó tại vùng này, chỉ có các buôn người dân tộc Ê Đê là chủ yếu, do bất đồng ngôn ngữ nên họ không thể biết được tên thác là gì? Chính vì vậy, họ quyết định đặt tên cho thác là Suối Tiên - tức là con thác bắt nguồn từ dòng suối nơi tiên cảnh.
Ngày nay thì cái tên Suối Tiên hay thác Dray H'Jie đều được dùng phổ biến như nhau khi nói về cảnh đẹp này. Tuy nhiên, người dân ở đây nếu là người Ê Đê thì họ sẽ biết cái tên là Dray H'Jie nhiều hơn. Và ngược lại nếu là người Kinh hoặc người lai Kinh thì họ chủ yếu biết đến cái tên là Suối Tiên nhiều hơn nên sẽ chẳng có gì ngạc nhiên nếu bạn hỏi một người Kinh là dân bản địa ở Cư Kuin về thác Dray H'Jie mà họ lại nói rằng không biết. Nhưng nếu bạn hỏi về Suối Tiên thì bạn chắc chắn sẽ được họ chỉ đường đến thác Dray H'Jie mà thôi.

## Thủy lưu
Thác Dray H'Jie được hình thành bởi hợp lưu của 3 dòng suối nhỏ. Các dòng suối này bắt nguồn từ thượng lưu phía tây hợp lại thành một con suối duy nhất ở Ea Kmar. Dòng chảy của con suối men theo đồi Cư Kuin đổ xuống vách đá cao tạo thành thác nước với độ cao khoảng 4-5m, lòng thác rộng khoảng 20m.
Thác được chia làm 3 bậc. Trong đó, bậc thứ ba được xem là bậc chính, đây là nơi thác đổ mạnh nhất. Những cây cổ thụ mọc ngay giữa lòng thác chia nước thành nhiều nhánh nhỏ. Hết bậc thứ ba của thác, dòng nước trở nên hẹp lại rồi chảy về hướng Đông qua cánh đồng Ko Kang của buôn Ea Khit, hợp lưu với các con suối khác ở Ea Bhôk tạo thành một dòng chảy lớn và đổ vào con sông Krông Ana huyền thoại.

## Tiềm năng du lịch
Mặc dù đã được Ủy ban Nhân dân tỉnh Đắk Lắk công nhận là di tích danh lam thắng cảnh cấp tỉnh nhưng thác Dray H'Jie vẫn chưa được đầu tư khai thác như một điểm du lịch thực sự. Chính vì vậy mà thác vẫn còn giữ lại nguyên vẹn vẻ hoang sơ vốn có nơi chốn rừng thiêng Tây Nguyên. Địa hình khá hiểm trở với rừng đại ngàn cổ thụ cao lớn, xa xa là thảo nguyên cỏ tranh, cỏ gấu, cây bớp bớp... Thác Dray H'Jie thực sự là một điểm đến lý tưởng cho những ai thích khám phá thiên nhiên và trải nghiệm cuộc sống nơi cao nguyên đầy nắng và gió.